# Miroslav Menc
Miroslav Menc (* 16. března 1971 Rumburk) je bývalý český atlet, reprezentant ve vrhu koulí. Osobní rekord hodil 20,64 metru, v hale měl osobní rekord 20,68 m. Byl šestkrát mistrem republiky venku a třikrát v hale.
V roce 1998 skončil šestý na halovém mistrovství Evropy v atletice ve Valencii, ale následně byl diskvalifikován a dostal dvouletý zákaz závodění za pozitivní dopingový nález. V roce 2000 získal bronz na halovém mistrovství Evropy v Gentu a skončil desátý na olympijských hrách v Sydney a v roce 2001 skončil šestý na halovém mistrovství světa v atletice v Lisabonu
V roce 2001 byl opakovaně pozitivně testován a stal se prvním českým atletem s doživotní diskvalifikací.

## Úspěchy

### Olympijské hry
- LOH 1996, Atlanta – 21. místo
- LOH 2000, Sydney – 10. místo

### Halové mistrovství světa
- HMS 1997, Paříž – 9. místo
- HMS 2001, Lisabon – 6. místo

### Halové mistrovství Evropy
- HME 2000, Gent – 3. místo[1]

## Osobní rekordy
- hala – (20,68 m – 18. února 2001, Praha)
- venku – (20,64 m – 3. září 2000, Ostrava)